# Krzywa batygraficzna
Krzywa batygraficzna – wykres przedstawiający głębokość basenu wodnego, używany w celu odczytania danych o powierzchni i głębokości, określenia kształtu i nachylenia dna basenu oraz obliczenia objętości masy wodnej.
Część krzywej hipsometrycznej, przedstawiająca strukturę głębokościową akwenu.
Krzywa batygraficzna w przeciwieństwie do krzywej hipsometrycznej jest rosnąca, jednak jej wykres obrazuje drugą ćwiartkę układu współrzędnych